# طومار معبد

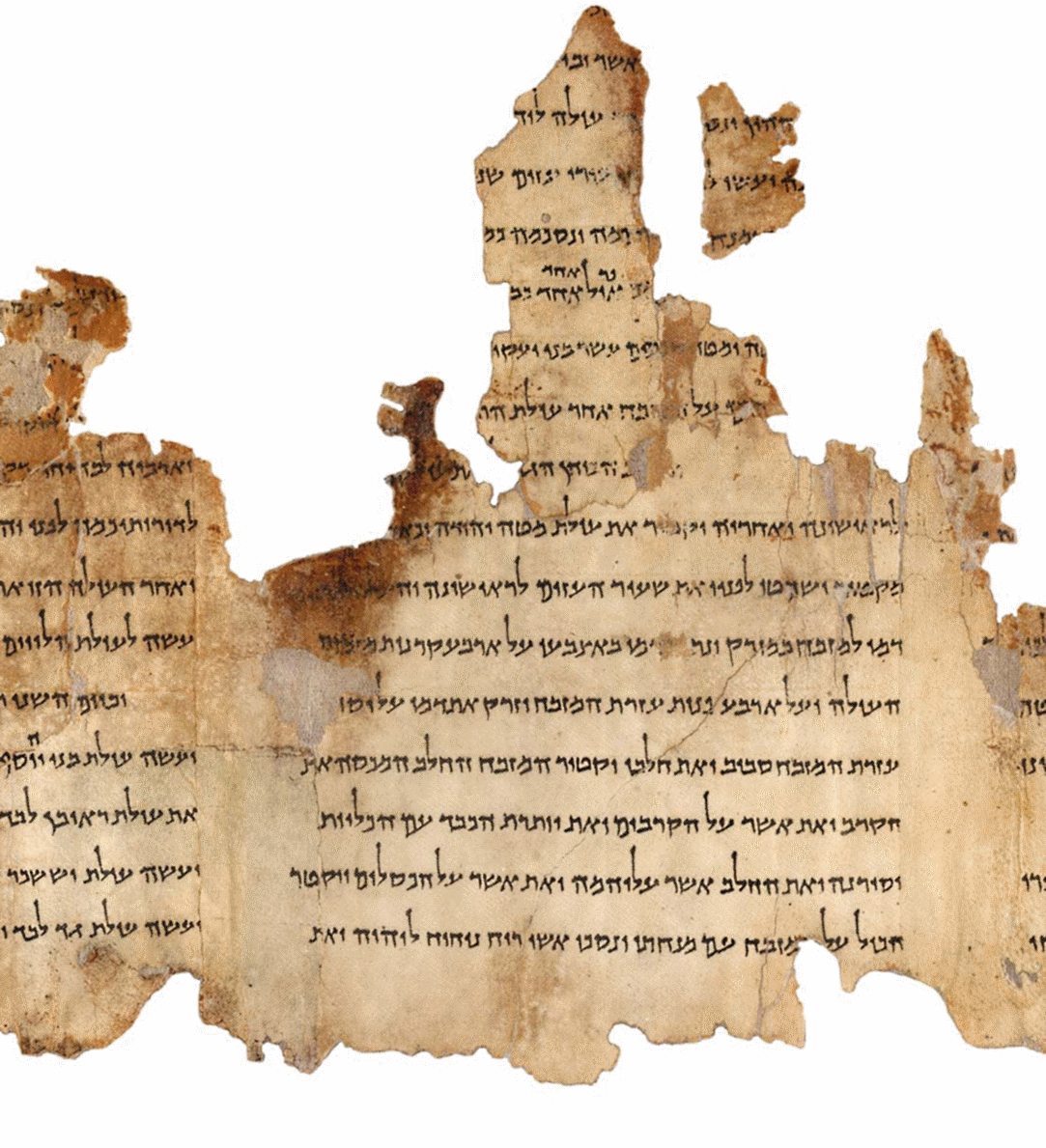
بخشی از طومار معبد

طومار معبد (عبری: מגילת המקדש‎) بلندترین طومار از طومارهای دریای مرده است که در قمران یافت شده‌است. این طومار یک معبد یهودی را همراه با مقررات دقیق و مفصل در مورد فداکاری‌ها و آیین‌های معابد توصیف می‌کند. این سند به صورت مکاشفه‌ای از جانب خدا بر موسی نوشته شده‌است و می‌توان از آن دریافت که این خواسته موسی برای ساخت معبد بوده و آموزه‌های او هنگامی که سلیمان اولین معبد اورشلیم را ساخت فراموش یا نادیده گرفته شده‌اند. به عبارت دیگر، از نظر نویسنده طومار «سلیمان باید واقعاً معبد اول را همان‌طور که در اینجا توصیف شده‌است، بسازد».